# Mario Berrino
Mario Berrino (Alassio, 1920-Alassio, 2011) fue un pintor, fotógrafo y diseñador italiano.

## Vita
Berrino bajo la guía de su padre Angelo, un veterano de la Primera Guerra Mundial, con sus hermanos Elio, Giorgio y Adriano, logró en la primera posguerra a un famoso local de Liguria Occidental: el Caffè Roma de Alassio. En los años de la gran recuperación, el "Caffè Roma" se convirtió en el lugar de encuentro favorito de artistas de fama nacional e internacional, incluido Carlo Biotti y Ernest Hemingway, quien se convirtió en su gran amigo.
Berrino murió el 3 de agosto de 2011, a la edad de 90 años. Él era el padre de la presentadora de radio Luisella Berrino.